# به محض اینکه آمدی بهار رسید
به محض اینکه آمدی بهار رسید (به هندی: Aap Aye Bahaar Ayee) و (به انگلیسی: As soon as you came, spring arrived) فیلمی هندی محصول سال ۱۹۷۱ و به کارگردانی موهان کومار است. در این فیلم بازیگرانی همچون راجندرا کومار، سادهانا شیوداسانی و پریم چوپرا ایفای نقش کرده‌اند.